# Other Voices (álbum de Paul Young)
| Críticas profissionais | Críticas profissionais |
| Avaliações da crítica  | Avaliações da crítica  |
| Fonte                  | Avaliação              |
| ---------------------- | ---------------------- |
| Allmusic               | [ 1 ]                  |
| Smash Hits             | (6/10)                 |

Other Voices é o quarto álbum de estúdio do cantor inglês de pop rock, Paul Young. Lançado em 1990 pela Columbia, o álbum alcançou a quarta posição nas paradas de álbuns do Reino Unido e recebeu o certificado de disco de ouro pela British Phonographic Industry (BPI) por vender cem mil cópias no território britânico.
O álbum continha quatro singles britânicos: "Softly Whispering I Love You" (#21 no Reino Unido), "Heaven Can Wait" (#71 no Reino Unido), "Calling You" (#57 no Reino Unido) e a regravação do sucesso "Oh Girl" (#25 no Reino Unido e #8 nos Estados Unidos), da banda Chi-Lites.

## Faixas
1. "Heaven Can Wait" (Paul Rutter) – 4:11
2. "A Little Bit of Love" (Paul Rodgers, Andy Fraser, Paul Kossoff, Simon Kirke) – 3:50
3. "Softly Whispering I Love You" (Roger Cook, Roger Greenaway) – 4:13
4. "Together" (Paul Young, Martin Page) – 4:33
5. "Stop on By" (Bobby Womack, Terry Thomas) – 5:21
6. "Our Time Has Come" (Paul Young, Martin Page) – 4:38
7. "Oh Girl" (Eugene Record) – 3:33
8. "Right About Now" (Paul Young, Martin Page) – 5:10
9. "It's What She Didn't Say" (Peter Wolf, Ina Wolf) – 5:02
10. "Calling You" (Richard Marx, Bruce Gaitsch, Hank Williams, Bob Telson) – 5:06